# Cosswiller
Cosswiller is een gemeente in het Franse departement Bas-Rhin in de regio Grand Est. De plaats maakt deel uit van het arrondissement Molsheim. Cosswiller telde op 1 januari 2022 593 inwoners.

## Geschiedenis
De gemeente maakte voor 2015 deel uit van het kanton Wasselonne. Toen het kanton op 22 maart 2015 werd opgeheven werd Cosswiller opgenomen in het kanton Saverne.

## Geografie
De oppervlakte van Cosswiller bedraagt 15,75 vierkante kilometer; Op 1 januari 2022 was de bevolkingsdichtheid 37,7 inwoners per km².
De onderstaande kaart toont de ligging van Cosswiller met de belangrijkste infrastructuur en aangrenzende gemeenten.

## Demografie
Onderstaande figuur toont het verloop van het inwonertal.
Altenheim · Crastatt · Dettwiller · Dimbsthal · Eckartswiller · Ernolsheim-lès-Saverne · Friedolsheim · Furchhausen · Gottesheim · Gottenhouse · Haegen · Hattmatt · Hengwiller · Hohengœft · Jetterswiller · Kleingœft · Knœrsheim · Landersheim · Littenheim · Lochwiller · Lupstein · Maennolsheim · Marmoutier · Monswiller · Ottersthal · Otterswiller · Printzheim · Rangen · Reinhardsmunster · Reutenbourg · Saessolsheim · Saint-Jean-Saverne · Saverne · Sommerau · Steinbourg · Schwenheim · Thal-Marmoutier · Waldolwisheim · Westhouse-Marmoutier · Wolschheim · Zehnacker · Zeinheim